# Vekerd
Vekerd é um município da Hungria, situado no condado de Hajdú-Bihar. Tem 7,41 km² de área e sua população em 2015 foi estimada em 135 habitantes.